# Faujasia
Faujasia es un género de plantas herbáceas perteneciente a la familia de las asteráceas. Comprende 12 especies descritas y de estas, solo 4 aceptadas.

## Taxonomía
El género fue descrito por Alexandre Henri Gabriel de Cassini y publicado en Bull. Sci. Soc. Philom. Paris 1819: 80. 1819. La especie tipo es: Faujasia pinifolia (Bory) Cass.

## Algunas especies aceptadas
A continuación se brinda un listado de las especies del género Faujasia aceptadas hasta julio de 2012, ordenadas alfabéticamente. Para cada una se indica el nombre binomial seguido del autor, abreviado según las convenciones y usos.
- Faujasia cadetiana C.Jeffrey
- Faujasia pinifolia (Bory) Cass.
- Faujasia salicifolia (Pers.) C.Jeffrey
- Faujasia squamosa (Bory) C.Jeffrey